# Literomancia

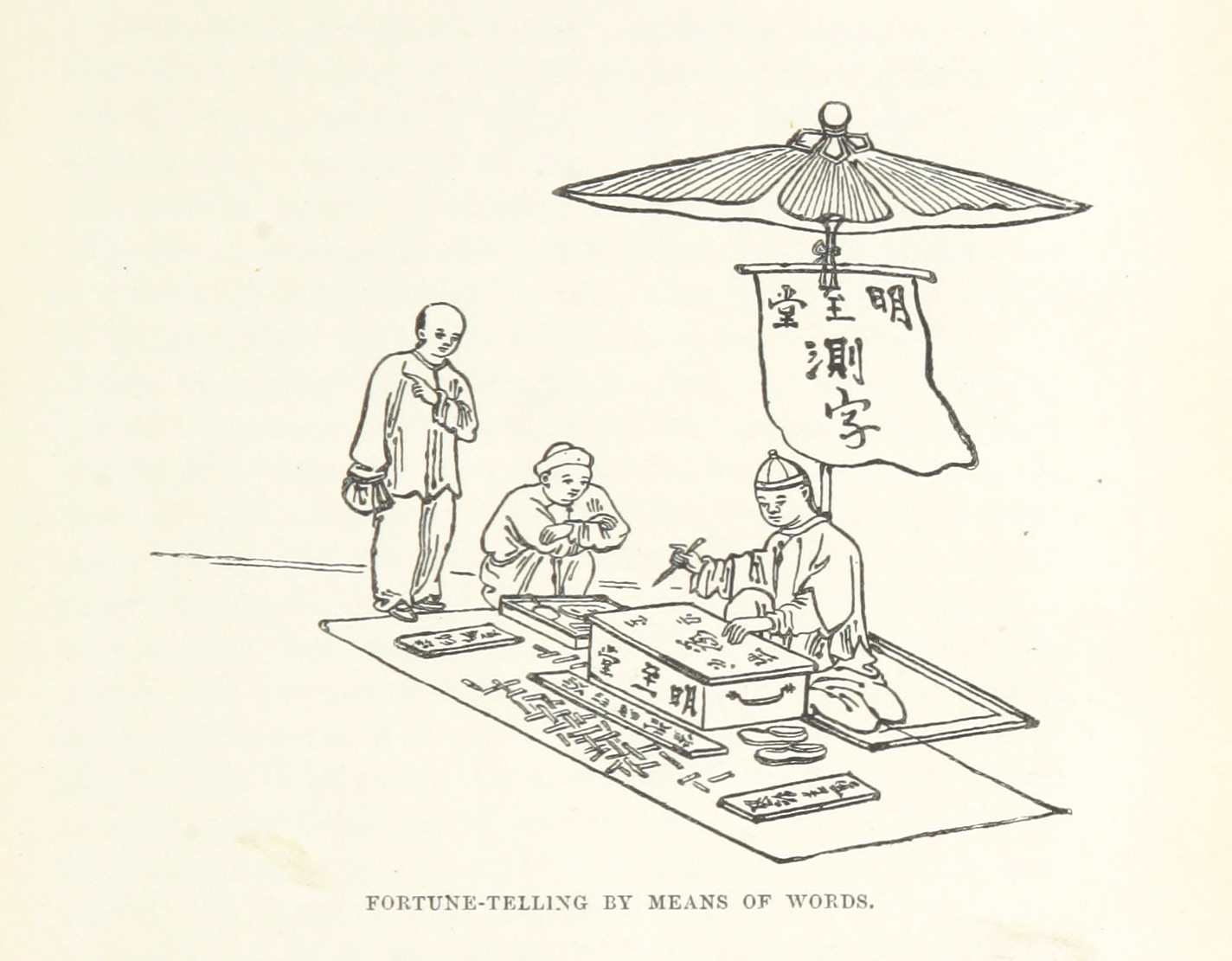
Literomancia en China

Literomancia (del latín litero, "letra", mancy, "adivinación"), es una forma de decir la fortuna basado en palabras escritas, o, en el caso de chino, en caracteres. 
Cuando se practica la literomancia, el cliente saca un tema, ya sea simplemente un carácter o bien un nombre completo. El adivino entonces analiza el tema, la elección del cliente del contenido u otra información relacionada con el mismo, junto con otra información que él pueda ver en el cliente o que el cliente proporcione con el fin de llegar a una adivinación.
Algún echador de fortuna puede leer las curvas y líneas de una firma cuando está realizada por un individuo como haría un grafólogo profesional, pero para hacerlo usa como técnica el instinto y la adivinación más que habilidades de análisis aplicado.
Como superstición, la literomancia se practica en comunidades que hablan chino conocidas como cèzì (chino tradicional: ; : 测字). Los temas de una literomancia son tradicionalmente caracteres individuales así como el nombre del solicitante (los chinos creen que el nombre puede afectar al destino individual). En tiempos modernos, algunos elementos como palabras extranjeras o aún más recientemente, las direcciones de email y los mensajes instantáneos se han puesto en uso como tema.